# Један човек једна песма
„Један човек једна песма” је југословенска телевизијска серија снимљена 1971. године у продукцији Телевизије Београд.

## Улоге
| Глумац             | Улога |
| ------------------ | ----- |
| Милена Дравић      |       |
| Мира Ступица       |       |
| Драган Антић       |       |
| Нада Кнежевић      |       |
| Десанка Максимовић |       |
| Лола Новаковић     |       |
| Сенка Велетанлић   |       |
| Аница Зубовић      |       |

Комплетна ТВ екипа ▼
| Редитељ    | Здравко Шотра |
| Сценариста | Милош Николић |